# Studioglaskunst
Studioglaskunst is moderne glaskunst gemaakt door een autonoom kunstenaar en wordt daarom ook wel 'vrij glas' genoemd. In 1962 ontwierp, na lang zoeken, Harvey Littleton, met hulp van Dominick Labino, een kleine glasblaasoven. Dit stelde kunstenaars in staat om onafhankelijk van de glasfabriek hun eigen werk te maken. Dit bleek het begin te zijn van een explosieve groei van de glaskunst, zowel in het aantal uitingsvormen, als in kwantiteit. De eerste 10 jaren stonden in het teken van het geblazen experiment. Maar na die beginperiode werden er ook vele andere technieken toegepast, waardoor de expressiemogelijkheden toenamen. De laatste 10 jaar is er een toenemende tendens naar toepassingen samen met andere materialen. Momenteel zijn er wereldwijd (geschat) meer dan 10.000 kunstenaars, die glas als meest gebruikte materiaal toepassen.
Tot 's werelds bekendste glaskunstenaars behoren:
- Dale Chihuly
- Erwin Eisch
- Kijohei Fujita
- Libensky/Brychtova
- Harvey Littleton
- Bertil Vallien

De bekendste Nederlandse glaskunstenaars zijn:
- Andries Copier
- Annemiek Punt
- Bert Frijns
- Claudia Kuyken
- Frank van den Ham
- Johan de Vries
- Mieke Groot
- Bernard Heesen
- Willem Heesen (1925-2007)
- Mark Locock
- Richard Meitner
- Richard Price
- Sybren Valkema